# Eupithecia usta
Eupithecia usta är en fjärilsart som beskrevs av Butler 1882. Eupithecia usta ingår i släktet Eupithecia och familjen mätare. Inga underarter finns listade i Catalogue of Life.